# قلعة الشابرية (قفل شمر)

تعديل مصدري - تعديل

قلعة الشابرية هي إحدى قرى عزلة المخلاف بمديرية قفل شمر التابعة لمحافظة حجة، بلغ تعداد سكانها 25 نسمة حسب تعداد اليمن لعام 2004.